# О’Коннелл, Финнеас
Финнеас Бэрд О’Коннелл (англ. Finneas Baird O'Connell; род. 30 июля 1997, Лос-Анджелес, Калифорния), также известный как FINNEAS, — американский певец, композитор, музыкант, продюсер и актёр. Двукратный лауреат премии «Оскар» (2022, 2024) — за песни «No Time to Die» и «What Was I Made for», написанные для фильмов «Не время умирать» (2021) и «Барби» (2023). Выпустил ряд сольных синглов, а также пишет музыку для других исполнителей, включая свою сестру Билли Айлиш. Как актёр О’Коннелл известен ролью Алистера в сериале «Хор» от Fox. Кроме того, он принял участие в съёмках ряда серий «Американской семейки» от ABC и двух серий «Водолея».

## Жизнь и карьера
Финнеас Бэрд О’Коннелл родился в семье Мэгги Бэрд, актрисы, и Патрика О’Коннелла и имеет преимущественно ирландское и шотландское происхождение. Он сыграл роль Алистера в финальном сезоне музыкально-комедийного телешоу «Хор» в 2015 году. О’Коннелл вырос в Лос-Анджелесе и начал писать и продюсировать музыку в возрасте 12 лет. Он вокалист и автор песен группы The Slightlys, выигравшей ряд наград и музыкальных конкурсов в районе Лос-Анджелеса. О’Коннелл сотрудничает со своей сестрой-певицей Билли Айлиш: он выступил автором песен и продюсером её дебютного EP Don’t Smile at Me, достигшего 14-го места в американском чарте Billboard 200, а также её альбома When We All Fall Asleep, Where Do We Go?, дебютировавшего на первом месте в чартах США и Великобритании.
Первый сольный сингл О’Коннелла New Girl вышел в 2016 году. Музыкальный клип на него вышел в 2019 году. Режиссёром клипа выступила Эмма Сидни Мензис (англ. Emma Sydney Menzies), в нём помимо О’Коннелла также снялась актриса Ясмин Вега. Второй сингл О’Коннелла I’m in Love Without You вышел в 2017 году, а в 2018 году он выпустил восемь новых синглов: Break My Heart Again, Heaven, Life Moves On, Landmine, Hollywood Forever, College, Luck Pusher и Let’s Fall in Love for the Night. В начале 2019 года О’Коннелл отыграл свои первые аншлаговые концерты в Нью-Йорке и Лос-Анджелесе.

## Личная жизнь
Финнеас О’Коннелл встречается с ютубером Клаудией Салевски (англ. Claudia Sulewski). Свой сингл Claudia он написал сразу после их первой встречи.

## Дискография

### Мини-альбомы
- Blood Harmony (2019)[17]

Дебютные альбомы
- Optimist (2021)

### Синглы
- «Maybe I’m Losing My Mind» (2015) для фильма Жизнь наизнанку
- «Call Me When You Find Yourself» (2015) для Жизнь наизнанку
- «Your Mother’s Favorite» (2015) для Жизнь наизнанку
- «New Girl» (2016)
- «I’m in Love Without You» (2017)
- «Break My Heart Again» (2018)
- «Heaven» (2018)[18]
- «Life Moves On» (2018)
- «Landmine» (2018)[19]
- «Hollywood Forever» (2018)[20]
- «College» (2018)
- «Luck Pusher» (2018)
- «Let’s Fall in Love for the Night» (2018)
- «Claudia» (2019)[21]
- «I Lost a Friend» (2019)
- «Angel» (2019)
- «Shelter» (2019)
- «I Don’t Miss You at All» (2019)[22]
- «Die Alone» (2019)
- «What They’ll Say About Us» (2020)
- «Can’t Wait To Be Dead» (2020)
- «Where the Poison Is» (2020)
- «Another Year» (2020)
- «American Cliché» (2021)
- «Till Forever Falls Apart» (ft. Ashe[23]) (2021)

### Автор песен и продюсер
| Год  | Название                             | Исполнитель       | Альбом                                   | Автор песни | Продюсер |
| ---- | ------------------------------------ | ----------------- | ---------------------------------------- | ----------- | -------- |
| 2016 | «Come to Think»                      | Gabrielle Current | Не в альбоме                             | Да          | Да       |
| 2016 | «Six Feet Under»                     | Билли Айлиш       | Не в альбоме                             | Да          | Да       |
| 2016 | «Ocean Eyes»                         | Билли Айлиш       | Don’t Smile at Me                        | Да          | Да       |
| 2017 | «Your Eyes» (при участии Tayla Parx) | The Knocks        | Testify EP                               | Да          | Нет      |
| 2017 | «Filthy Rich»                        | Evelyn            | Не в альбоме                             | Нет         | Да       |
| 2017 | «Bellyache»                          | Билли Айлиш       | Don’t Smile at Me                        | Да          | Да       |
| 2017 | «Bored»                              | Билли Айлиш       | Не в альбоме                             | Да          | Да       |
| 2017 | «Lost My Mind»                       | Alice Kistiansen  | Не в альбоме                             | Да          | Да       |
| 2017 | «Watch»                              | Билли Айлиш       | Don’t Smile at Me                        | Да          | Да       |
| 2017 | «Copycat»                            | Билли Айлиш       | Don’t Smile at Me                        | Да          | Да       |
| 2017 | «Idontwannabeyouanymore»             | Билли Айлиш       | Don’t Smile at Me                        | Да          | Да       |
| 2017 | «My Boy»                             | Билли Айлиш       | Don’t Smile at Me                        | Да          | Да       |
| 2017 | «Party Favor»                        | Билли Айлиш       | Don’t Smile at Me                        | Да          | Да       |
| 2017 | «Hostage»                            | Билли Айлиш       | Don’t Smile at Me                        | Да          | Да       |
| 2017 | «Satellite»                          | Ребекка Блэк      | RE / BL                                  | Да          | Да       |
| 2017 | «&burn» (с Vince Staples)            | Билли Айлиш       | Don’t Smile at Me                        | Да          | Да       |
| 2018 | «Bitches Broken Hearts»              | Билли Айлиш       | Don’t Smile at Me                        | Да          | Да       |
| 2018 | «Lovely» (совместно с Халидом)       | Билли Айлиш       | Don’t Smile at Me                        | Да          | Да       |
| 2018 | «You Should See Me in a Crown»       | Билли Айлиш       | When We All Fall Asleep, Where Do We Go? | Да          | Да       |
| 2018 | «When the Party’s Over»              | Билли Айлиш       | When We All Fall Asleep, Where Do We Go? | Да          | Да       |
| 2018 | «Come Out and Play»                  | Билли Айлиш       | Не в альбоме                             | Да          | Да       |
| 2019 | «When I Was Older»                   | Билли Айлиш       | Music Inspired By The Film Roma          | Да          | Да       |
| 2019 | «Bury a Friend»                      | Билли Айлиш       | When We All Fall Asleep, Where Do We Go? | Да          | Да       |
| 2019 | «Wish You Were Gay»                  | Билли Айлиш       | When We All Fall Asleep, Where Do We Go? | Да          | Да       |
| 2019 | «!!!!!!!»                            | Билли Айлиш       | When We All Fall Asleep, Where Do We Go? | Да          | Да       |
| 2019 | «Bad Guy»                            | Билли Айлиш       | When We All Fall Asleep, Where Do We Go? | Да          | Да       |
| 2019 | «Xanny»                              | Билли Айлиш       | When We All Fall Asleep, Where Do We Go? | Да          | Да       |
| 2019 | «All the Good Girls Go to Hell»      | Билли Айлиш       | When We All Fall Asleep, Where Do We Go? | Да          | Да       |
| 2019 | «8»                                  | Билли Айлиш       | When We All Fall Asleep, Where Do We Go? | Да          | Да       |
| 2019 | «My Strange Addiction»               | Билли Айлиш       | When We All Fall Asleep, Where Do We Go? | Да          | Да       |
| 2019 | «Ilomilo»                            | Билли Айлиш       | When We All Fall Asleep, Where Do We Go? | Да          | Да       |
| 2019 | «Listen Before I Go»                 | Билли Айлиш       | When We All Fall Asleep, Where Do We Go? | Да          | Да       |
| 2019 | «I Love You»                         | Билли Айлиш       | When We All Fall Asleep, Where Do We Go? | Да          | Да       |
| 2019 | «Goodbye»                            | Билли Айлиш       | When We All Fall Asleep, Where Do We Go? | Да          | Да       |
| 2019 | «Lose You to Love Me»                | Селена Гомес      | Rare                                     | Нет         | Да       |
| 2020 | «Bikini Porn»                        | Туве Лу           | Bikini Porn                              | Да          | Да       |
| 2020 | «I Hate Everybody»                   | Холзи             | Manic                                    | Да          | Да       |

## Фильмография
| Год       | Название             | Роль      |
| --------- | -------------------- | --------- |
| 2011      | Очень плохая училка  | Спенсер   |
| 2013      | Жизнь наизнанку      | Шейн      |
| 2013      | Tomorrow             | Том       |
| 2013-2014 | Американская семейка | Ронни мл. |
| 2014      | happySADhappy        | Эндрю     |
| 2015      | Хор                  | Алистер   |

## Награды и номинации
| Награда                  | Год  | Номинант                                           | Категория                                       | Результат | Ист.   |
| ------------------------ | ---- | -------------------------------------------------- | ----------------------------------------------- | --------- | ------ |
| Оскар                    | 2022 | «No Time to Die»                                   | Лучшая песня к фильму                           | Победа    | [ 24 ] |
| Оскар                    | 2024 | «What Was I Made For?»                             | Лучшая песня к фильму                           | Победа    | [ 25 ] |
| Золотой глобус           | 2022 | «No Time to Die» (как композитор)                  | Лучшая песня                                    | Победа    | [ 26 ] |
| Золотой глобус           | 2024 | «What Was I Made For?» (как композитор)            | Лучшая песня                                    | Победа    | [ 27 ] |
| Выбор критиков           | 2022 | «No Time to Die» (как композитор)                  | Лучшая песня                                    | Победа    | [ 28 ] |
| Грэмми                   | 2020 | «Bad Guy» (как продюсер и композитор)              | Лучшая запись года                              | Победа    | [ 29 ] |
| Грэмми                   | 2020 | «Bad Guy» (как продюсер и композитор)              | Песня года                                      | Победа    | [ 29 ] |
| Грэмми                   | 2020 | When We All Fall Asleep, Where Do We Go?           | Альбом года                                     | Победа    | [ 29 ] |
| Грэмми                   | 2020 | When We All Fall Asleep, Where Do We Go?           | Лучший звуковой дизайн альбома, неклассического | Победа    | [ 29 ] |
| Грэмми                   | 2020 | Финнеас                                            | Продюсер года, неклассический                   | Победа    | [ 29 ] |
| Грэмми                   | 2021 | «Everything I Wanted» (как продюсер и композитор)  | Лучшая запись года                              | Победа    | [ 30 ] |
| Грэмми                   | 2021 | «Everything I Wanted» (как продюсер и композитор)  | Песня года                                      | Номинация | [ 30 ] |
| Грэмми                   | 2021 | «No Time to Die» (как композитор)                  | Лучшая песня, написанная для визуальных медиа   | Победа    | [ 30 ] |
| Грэмми                   | 2022 | Финнеас                                            | Лучший новый исполнитель                        | Номинация | [ 31 ] |
| Грэмми                   | 2022 | «Happier Than Ever» (как продюсер и композитор)    | Лучшая запись года                              | Номинация | [ 31 ] |
| Грэмми                   | 2022 | «Happier Than Ever» (как продюсер и композитор)    | Песня года                                      | Номинация | [ 31 ] |
| Грэмми                   | 2022 | Happier Than Ever (как продюсер)                   | Альбом года                                     | Номинация | [ 31 ] |
| Грэмми                   | 2022 | Justice (как продюсер)                             | Альбом года                                     | Номинация | [ 31 ] |
| Грэмми                   | 2023 | «Nobody Like U» (как композитор)                   | Лучшая песня, написанная для визуальных медиа   | Номинация | [ 32 ] |
| Грэмми                   | 2024 | «What Was I Made For?» (как продюсер и композитор) | Лучшая запись года                              | Номинация | [ 33 ] |
| Грэмми                   | 2024 | «What Was I Made For?» (как продюсер и композитор) | Песня года                                      | Победа    | [ 33 ] |
| Грэмми                   | 2024 | «What Was I Made For?» (как продюсер и композитор) | Лучшая песня, написанная для визуальных медиа   | Победа    | [ 33 ] |
| iHeartRadio Music Awards | 2020 | Финнеас                                            | Продюсер года                                   | Победа    | [ 34 ] |
| iHeartRadio Music Awards | 2020 | Финнеас                                            | Композитор года                                 | Победа    | [ 34 ] |
| ASCAP Pop Music Awards   | 2019 | Финнеас и Билли Айлиш                              | Авангард                                        | Победа    | [ 35 ] |
| Apple Music Awards       | 2019 | Финнеас                                            | Композитор года                                 | Победа    | [ 36 ] |